# Capellades

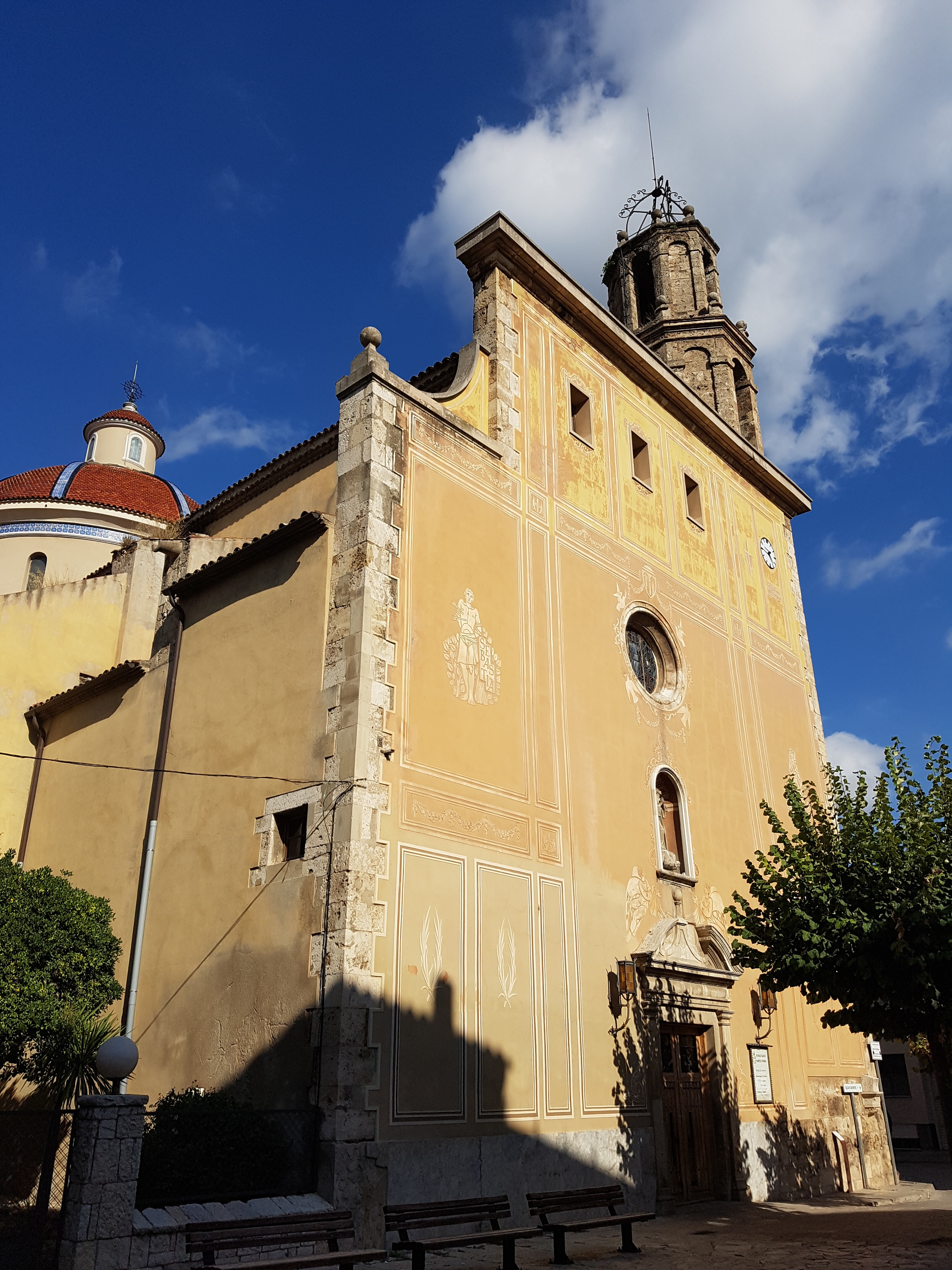
Iglesia de Santa María

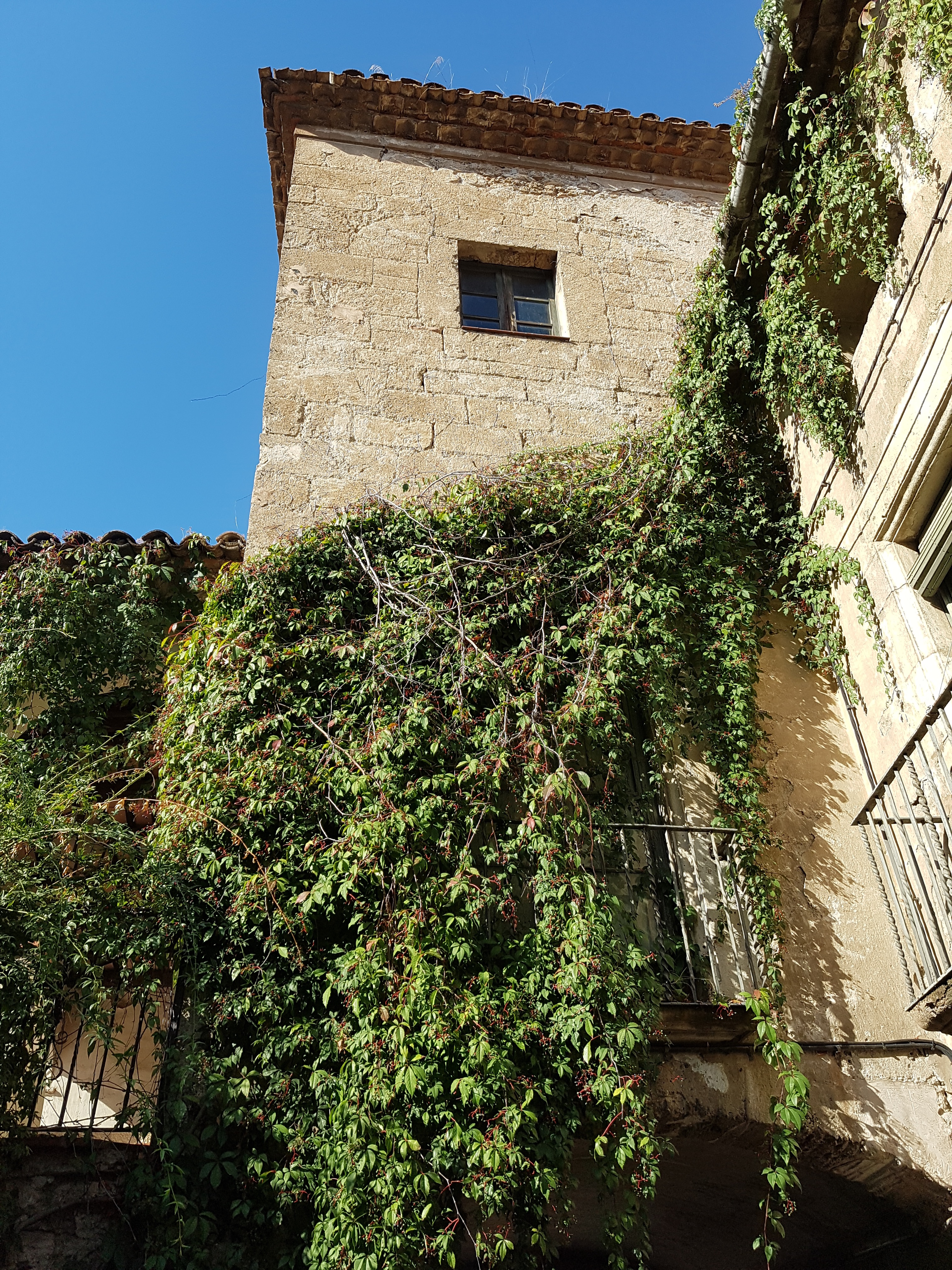
Casa Bas

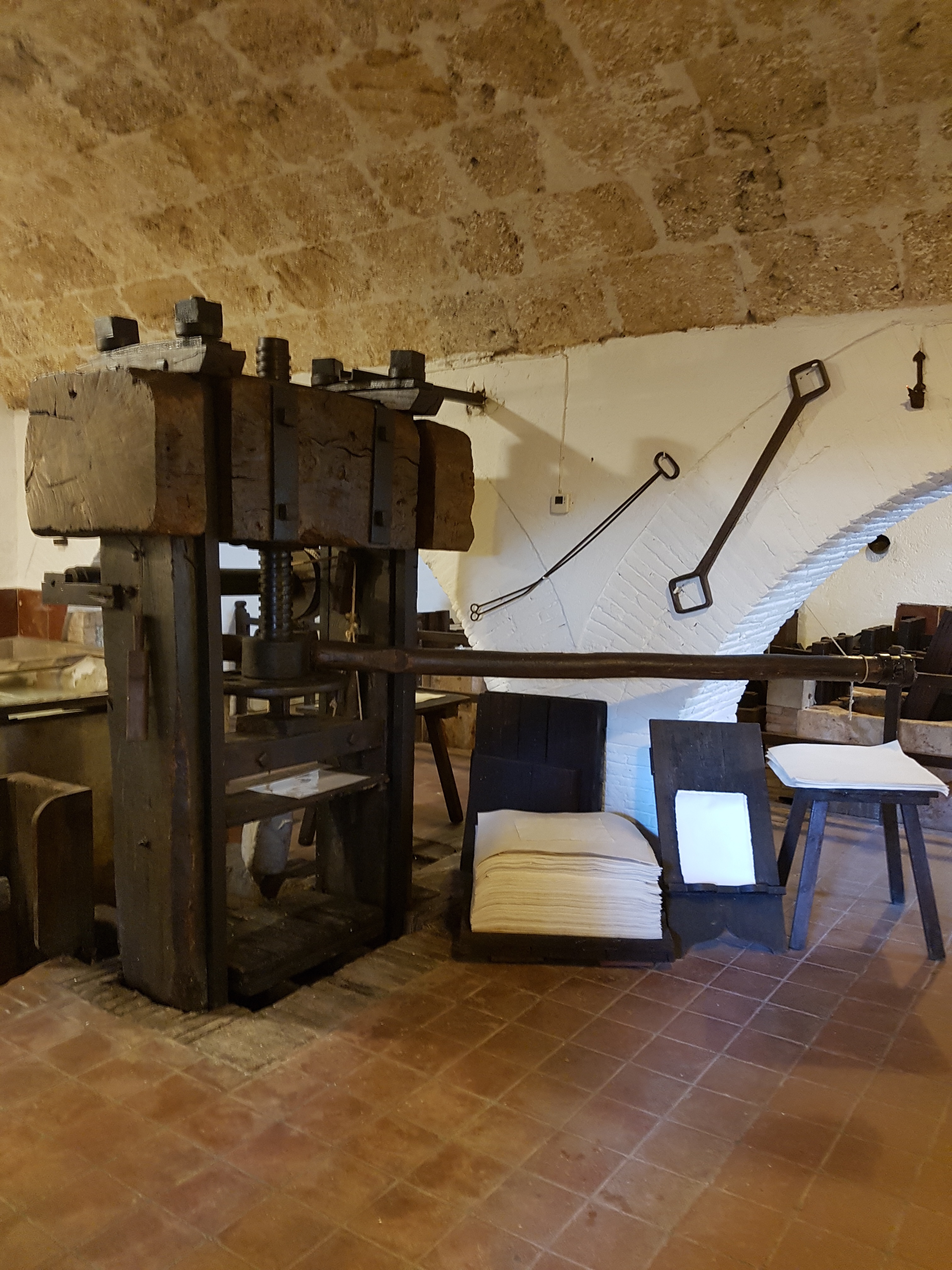
Museo del Moli Paperer

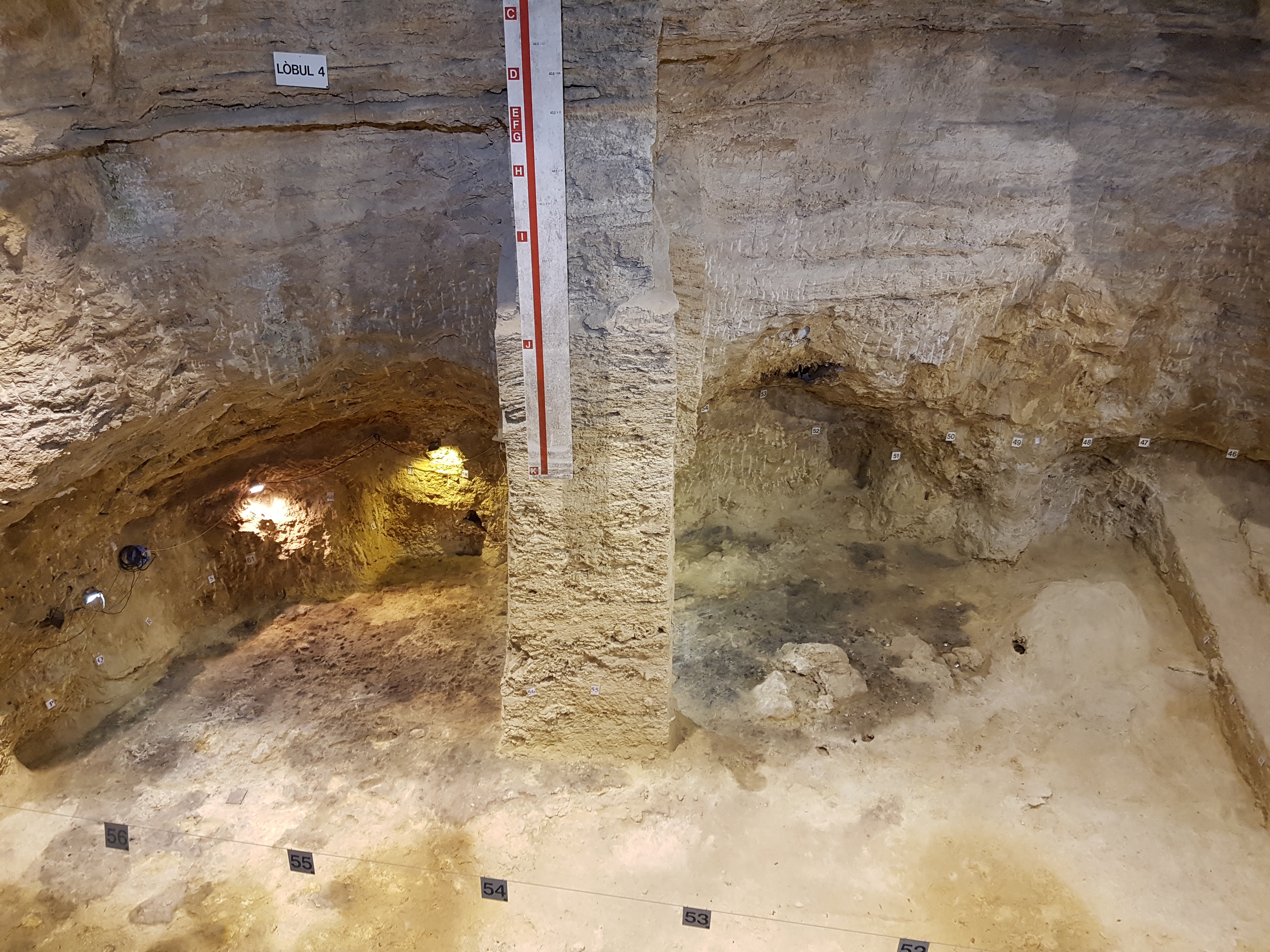
Abric Romaní de Capellades

Capellades es un municipio de España, en la provincia de Barcelona, comunidad autónoma de Cataluña, España, y en la comarca de Noya. Es famoso por los restos arqueológicos que datan del paleolítico medio y del paleolítico superior, descubiertas en 1909 por Amador Romaní. Su actividad industrial se basa en el textil y el papel.

## Demografía
Capellades cuenta con una población de 5567 habitantes (INE 2024).
| Gráfica de evolución demográfica de Capellades entre 1842 y 2021                                                      |
| |
| Población de derecho según los censos de población del INE. Población de hecho según los censos de población del INE. |

## Política

### Gobierno municipal
El gobierno municipal está compuesto por miembros de Esquerra Republicana de Catalunya y Vila de Capellades y está liderado por Salvador Vives Alari.

### Elecciones municipales 2019
| Partido Político                     | Votos | Porcentaje | Concejales |
| ------------------------------------ | ----- | ---------- | ---------- |
| ERC                                  | 902   | 32,10      | 5          |
| Vila de Capellades (CUP)             | 686   | 24,41      | 3          |
| Junts                                | 483   | 17,19      | 2          |
| Partit dels Socialistes de Catalunya | 414   | 14,73      | 2          |
| Ciutadans                            | 297   | 10,57      | 1          |

## Monumentos y lugares de interés
- La Bassa: es una gran balsa en el centro del pueblo que constituye uno de los puntos de afloramiento de un gran acuífero que se encuentra entre las comarcas de Noya y el Alto Panadés. En la prehistoria, el rebosamiento de sus aguas, dio lugar a los travertinos del barranco de las Capellas que alojaron a los neandertales en el Abric Romaní. Esas mismas aguas sirvieron en la Edad Media para alimentar los molinos de harina y, a finales del siglo XVIII, los 16 Molinos de la Cuesta dedicados a la fabricación de papel.[3]

- Torre Guasch: edificio señorial neoclásico con dos pisos y jardín que pertenece a la familia Guasch, que se instaló en Capellades en 1859 viniendo de Reus.

- Conjunto de edificios de la Fábrica Guasch: la antigua fábrica Guasch está formada por cuatro grandes naves de ladrillo edificadas entre 1979 y 1881. En 1889, se pusieron en marcha los primeros 29 telares mecánicos y una máquina de vapor. En 1929 se construyeron los nuevos edificios de la nave de tintes en los que destaca la torre del reloj.[4] Junto a la antigua fábrica se ha instalado un gran almacén de distribución de quads y velomotores, TGB motos.[5]

- Museo del Molino de Papel de Capellades: antiguo molino de los siglos XVIII- XIX convertido en museo sobre todo el proceso de fabricación del papel de aquella época, aunque se sigue fabricando por encargo actualmente papel artesanal.[6] También llamado Molí de la Vila, se halla junto a la Bassa y aunque el edificio data de 1748, está documentado desde 1237.

- Molino papelero de Cal Munné: el más grande de la comarca, desde 1749 propiedad de la familia Farreras, en 1918 pasó a pertenecer a la familia Munné, que también se quedó con el Molino Xic d’en Pasqual.

- Molino de Cal Titllo: también conocido como molino del Pla o farga d’en Marra, es la sede de la empresa papelera J. Vilaseca, que se estableció en Capellades en 1714, con el molino de Cal Mata, y más tarde con los molinos de Cal Separa, Cal Castells y Cal Titllo en 1771. En 1889 se instalaron las primeras máquinas. La empresa, en activo, alcanzó proyección internacional.[7]

- Molino de Cal Violant o Cal Romaní: del siglo XVII, ampliado en el siglo XIX pertenecía a la familia Romaní, uno de cuyos miembros descubrió y dio nombre al Abric Romaní.

- Iglesia de Santa María: de estilo neoclásico, planta latina y grandes dimensiones, conocida como la Catedral de la Noya.

- Iglesia del Pilar: dedicada a la Virgen del Pilar, construida en 1801 por la familia Serra, fabricantes de papel de gran calidad que fue empleado por artistas como Goya y Ramón Casas.

- Casa Bas: construcción señorial del siglo XVII.

- Fuente de la Reina: fuente  neoclásica en forma de mujer de la cual brotan dos chorros de agua de los pechos. Lugar de reunión de los papeleros que llevaban el papel a toda España. En la fuente se encuentra la capilla de Santa Bárbara, que, como parte del pueblo viejo, ya existía en el siglo XII pero fue reconstruida en el siglo XVII.

- Cueva de la Torre Nova: yacimiento arqueológico, Edad de los Metales.

## El yacimientoneandertaldelabric Romaní
Durante miles de años, desde lo alto del escarpe que separa el núcleo urbano de Capellades del río Noya ha estado cayendo una fina cascada que, al mezclarse con el musgo y la vegetación creó una importante capa de travertino, que en su parte superior se fue proyectando hacia delante hasta formar unas capellas, un techo en forma de saliente con forma cóncava bajo el cual se creó un importante abrigo protegido de la lluvia. Este abrigo bajo la cornisa sirvió de refugio a los neandertales durante largas temporadas. 
La formación geológica del barranco del Capelló sobre la que se asienta el pueblo tiene una superficie total de casi 500 ha, un espesor de unos 35 m y una longitud de unos 1.100 m, que constituye la fachada de la población frente al río Noya.
El día 9 de agosto de 1909, el industrial papelero de Capellades, Amador Romaní, descubrió los primeros restos en la pared del barranco. Asesorado por el Instituto de Estudios Catalanes se empezó a excavar y se hicieron catas. A finales de los años cincuenta intervino Eduardo Ripoll Perelló, del Museo de Arqueología de Cataluña (Barcelona), seguido de Georges Laplace, en 1959 y Henry de Lumley en 1962. La falta de restos humanos hace que se interrumpan periódicamente las investigaciones, que se retoman con fuerza en 1983 y finalmente bajo la dirección de Eudald Carbonell, director del Instituto Catalán de Paleoecología Humana y Evolución Social (IPHES).
Las excavaciones en el abric Romaní han puesto al descubierto una secuencia estratigráfica de cerca de 20 m de profundidad, de entre 40.000 y 79.000 años antes del presente, y las catas muestran que hay restos 30 m más abajo. Hasta el momento se han descubierto 27 niveles arqueológicos pertenecientes al Paleolítico medio, Homo neandertalensis, menos el primer nivel, perteneciente al Homo sapiens.
Los restos recuperados de la estancia a lo largo de periodos inconexos de grupos de neandertales son restos de caza: caballo y ciervo sobre todo, aunque raramente enteros, cabra, jabalí y rinoceronte, pero también hiena y pantera, acompañados de numerosos instrumentos de sílex, cuarzo y piedra calcárea.

## Ciudades hermanas
- Capellades, distrito del cantón de Alvarado, en la provincia de Cartago de Costa Rica.